# Resolució 2267 del Consell de Seguretat de les Nacions Unides
La Resolució 2267 del Consell de Seguretat de les Nacions Unides, adoptada per unanimitat el 18 de febrer de 2016 després de reafirmar les resolucions 2030, 2048, 2092, 2103 i 2186, el Consell decideix prorrogar el mandat de la UNIOGBIS fins al 28 de febrer de 2017.
A causa de les tensions polítiques i institucionals entre el president, el primer ministre, el president de l'Assemblea i els presidents dels partits polítics, les reformes a Guinea Bissau han estat silencioses durant més de mig any. Era important que l'exèrcit quedés fora de l'ordre polític i que es respectés l'ordre constitucional. Fins ara s'ha mantingut la pau.
Els líders polítics del país van demanar estabilitat i van abordar les causes fonamentals de la inestabilitat. En particular, s'ha d'abordar la relació entre la política i l'exèrcit, les agències governamentals, l'aplicació de la llei, la impunitat, la lluita contra el narcotràfic, les violacions dels drets humans, la pobresa i l'accés inadequat a les instal·lacions bàsiques.